# Enping
Enping (恩平 ; pinyin : Ēnpīng) est une ville de la province chinoise du Guangdong. C'est une ville-district placée sous la juridiction de la préfecture de Jiangmen. On y parle le dialecte d'Enping du groupe des dialectes de Siyi du cantonais.

## Démographie
La population du district était de 462 763 habitants en 1999.
Le comté d'Enping a été créé en 220. Sous le Qing, il faisait partie de la commanderie de Zhaoqing [1] et était l'un des quatre comtés responsables d'une grande partie de la diaspora chinoise du Guangdong au XIXe siècle. Beaucoup de Chinois d'outre-mer ont leurs origines à Enping, en particulier parmi les Chinois au Venezuela. Les migrants de Enping et leurs familles représentent environ 200 000 des 400 000 Chinois estimés dans le pays. L'émigration vers le Venezuela a eu lieu principalement dans les décennies qui ont suivi les guerres mondiales et après celles-ci, le plus grand lot ayant été abandonné à la fin de la révolution culturelle au milieu des années 1970.